# Wasilij Bażenow

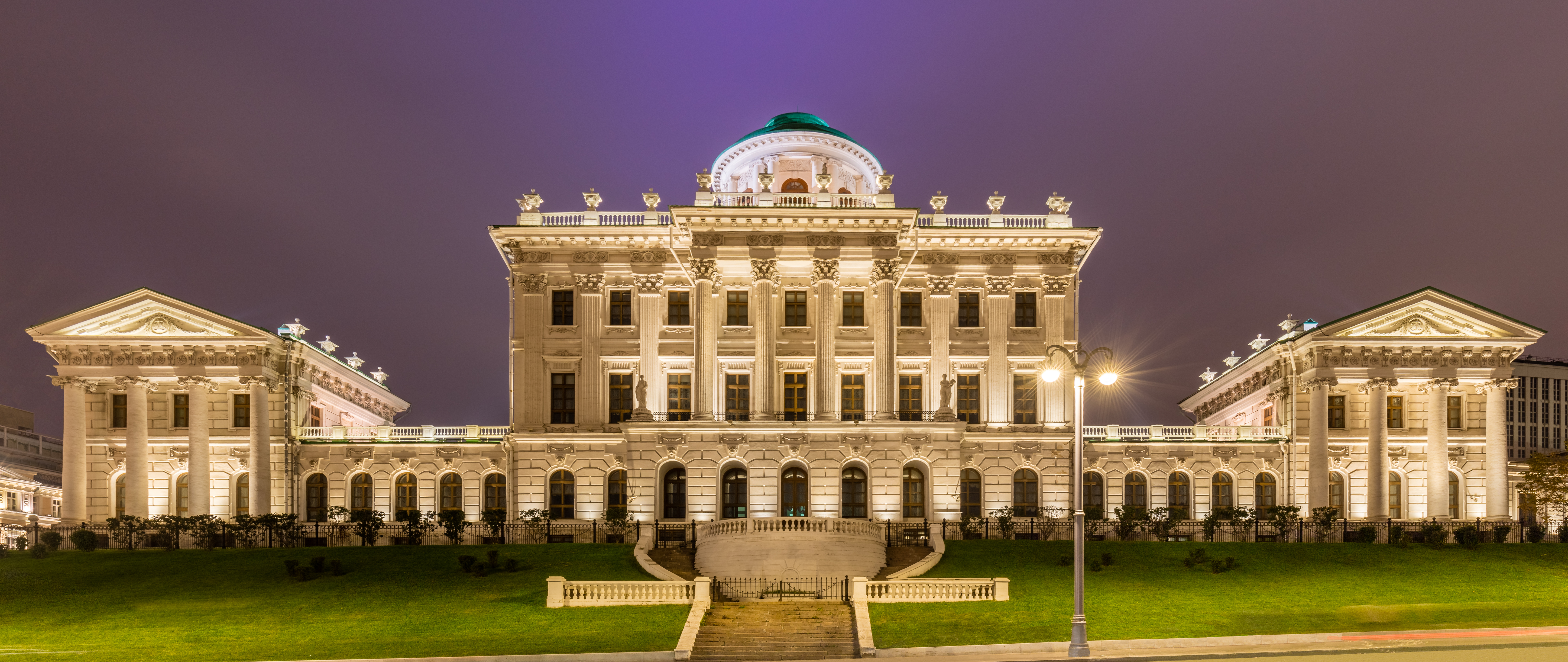
Dom Paszkowa w Moskwie

Wasilij Iwanowicz Bażenow (ros. Василий Иванович Баженов, ur. 1 marca?/12 marca 1737 w miejscowości Dolskie, zm. 2 sierpnia?/13 sierpnia 1799 w Petersburgu) – rosyjski architekt, grafik oraz nauczyciel.
Bażenow studiował w Paryżu z Iwanem Starowem, z którym również odwiedził Włochy.

## Dzieła
Zaprojektował m.in. Dom Paszkowa, (1784–1786, obecnie Rosyjska Biblioteka Państwowa), Pałac Michajłowski w Petersburgu, cerkiew w Bykowie.